# CSM Olimpia Satu Mare (fotbal)
Clubul Sportiv Municipal Olimpia Satu Mare, cunoscut sub numele de CSM Olimpia Satu Mare, sau pe scurt  Satu Mare, este un club de fotbal profesionist din Satu Mare, România, care evoluează în prezent în Liga a III-a. Această echipă reprezintă secția de fotbal a clubului  sportiv CSM Olimpia Satu Mare.
CSM Olimpia Satu Mare a fost înființat pe 18 iulie 2007 și este susținut pe deplin de municipalitatea din Satu Mare. Secția de fotbal a CSM a fost înființată abia în 2018, după a doua dizolvare a Olimpiei Satu Mare și a fost înscrisă în Liga a IV-a Satu Mare. În ciuda promovării obținute în 2019, CSM nu a fost acceptată în Liga a III-a de către Federația Română de Fotbal, după plata cu întârziere a garanției financiare pentru participarea în sezonul 2019-20 al Ligii a III-a. Clubul cu sediul la Satu Mare a promovat un an mai târziu, după un play-off de promovare disputat la Zalău, împotriva CA Oradea și Someșul Dej. Clubul inițial se numea Clubul Sportiv Municipal Satu Mare, însă din sezonul 2022-23 acesta preia denumirea de Clubul Sportiv Municipal Olimpia Satu Mare 
1. ↑  „Seria 10, sezon 2022-2023” (PDF). Federația Română de Fotbal. Accesat în 21 august 2022.